# Paroisse de Beauregard
Pour les articles homonymes, voir Beauregard.
La paroisse de Beauregard, en anglais : Beauregard Parish, en Louisiane, a été créée par scission de la paroisse de Calcasieu en 1912.
La paroisse a une superficie de 3 005 km2 de terre émergée et 15 km2 d’eau.
Elle est enclavée entre les paroisses de Vernon au nord, la paroisse d'Allen à l’est, la paroisse de Jefferson Davis au sud-est, la paroisse de Calcasieu au sud et le comté de Newton (Texas) à l’ouest.
Cinq autoroutes quadrillent la paroisse : les autoroutes fédérales (U.S. Highway) no 171 et 190 mais aussi les autoroutes de Louisiane (Louisiana Highway) no 12, 26 et 27.

## Démographie
| Groupe            | Paroisse de Beauregard | Louisiane | États-Unis |
| ----------------- | ---------------------- | --------- | ---------- |
| Blancs            | 82,2                   | 62,6      | 72,4       |
| Afro-Américains   | 13,1                   | 32,0      | 12,6       |
| Métis             | 2,4                    | 1,6       | 2,9        |
| Amérindiens       | 1,0                    | 0,7       | 0,9        |
| Autres            | 0,7                    | 1,6       | 6,4        |
| Asiatiques        | 0,6                    | 1,6       | 4,8        |
| Total             | 100                    | 100       | 100        |
|                   |                        |           |            |
| Latino-Américains | 2,8                    | 37,6      | 16,7       |